# Australolacerta australis
Australolacerta australis – gatunek jaszczurki z rodziny jaszczurkowatych (Lacertidae).
SystematykaGatunek ten opisał w 1926 roku południowoafrykański zoolog John Hewitt, nadając mu nazwę Lacerta australis. W 1989 roku brytyjski herpetolog Edwin Nicholas Arnold uczynił go gatunkiem typowym nowego, wydzielonego z Lacerta rodzaju Australolacerta. Zaliczył doń też drugi gatunek – Lacerta rupicola, jednak Edwards i współpracownicy (2013) na podstawie badań filogenetycznych wydzielili go do osobnego, nowo wprowadzonego rodzaju Vhembelacerta. Odtąd Australolacerta rupicola jest jedynym przedstawicielem rodzaju Australolacerta.
WystępowanieJaszczurka ta występuje w południowo-zachodniej części Południowej Afryki – wzdłuż Gór Przylądkowych po Góry Długie. Zamieszkuje formację fynbos w górach. Jest spotykana w przedziale wysokości 750–1400 m n.p.m.
OpisAustralolacerta australis to niewielka jaszczurka, odległość od czubka pyska do kloaki (SVL) wynosi 50–65 mm, maksymalnie 70 mm. Jest to gatunek jajorodny.